# Звангендаба
Звангендаба каЗигуда Джеле Гумби (ок. 1785—1848) — правитель племени нгони в течение почти тридцати лет, примерно с 1820 до его смерти в 1848 году.

## Биография
Звангендаба был сыном вождя Хлачвайо и младшим братом Сомкханги каЗигуды Джеле, который остался с кланом Гумби в Квазулу-Наталь (район реки Понгола). В правление инкоси ндвандве Звиде каЛанга Звангендаба был одним из его военачальников.
В 1820-х годах в период «Мфекане» и расширения зулусского королевства племенной вождь Звангендаба со своим кланом из разбитой племенной конфедерации ндвандве вынужден был бежать из Южной Африки на север. В течение двадцати лет Звангендаба прошел более 2 тысяч миль, пройдя территории современных Мозамбика, Зимбабве и Малави и остановившись в Восточной Танзании, где он основал свою резиденцию в Мапупо. В 1840 году Звангендаба достиг озера Танганьика. Звангендаба уничтожил империю Розви в Зимбабве и основал государства нгони в современном Малави. Первоначально под предводительством Звангендабы было несколько сотен человек, а к концу его правления ему подчинялось много тысяч человек. Из них только 10 % были нгуни, а остальные 90 % — подчиненные племена и группы, по территории которых проходила группа Звангендабы. Эта новая общность получила название — ангони. В 1848 году после смерти Звангендабы нгони разделились на пять отдельных групп, проживавших в Танзании, Малави и Замбии.